# Heterospilus cressoni
Heterospilus cressoni  (лат.) — вид наездников рода Heterospilus из подсемейства Doryctinae семейства бракониды (Braconidae). Встречаются в Центральной Америке: эндемик Коста-Рики.

## Описание
Мелкие перепончатокрылые насекомые, длина от 3,5 до 4,0 мм. Голова и грудь тёмно-коричневые; ноги и скапус жёлтые (скапус без коричневой латеральной продольной полоски; бёдра и голени в основном коричневые), флагеллум коричневый с апикальным белыми 4-7-м флагелломерами. Метасомальные 1-3-й тергиты коричневые, 4-6-й тергиты жёлтые. Вертекс и лоб поперечно бороздчатые; 4-7-й метасомальные тергиты гладкие. Скутеллюм и мезоплеврон гладкие, лицо бороздчатое. Маларное пространство меньше чем 0,3 от высоты глаза. Жгутик усика состоит из 26-31 члеников.  Яйцеклад примерно равен длине брюшка. В переднем крыле развита радиомедиальная жилка. Передняя голень с единственным рядом коротких шипиков вдоль переднего края. На задних тазиках ног есть отчётливый антеровентральный базальный выступ, вертекс головы сбоку у глаз нерезко угловатый. Предположительно, как и другие виды рода Heterospilus, паразитируют на жуках или бабочках. Вид был впервые описан в 2013 году американским гименоптерологом Полом Маршем (Paul M. Marsh; North Newton, Канзас, США) с группой американских коллег-энтомологов (Wild Alexander L., Whitfield James B.; Иллинойсский университет в Урбане-Шампейне, Эрбана, Иллинойс, США) и назван в честь крупного американского специалиста по перепончатокрылым насекомым Э. Т. Крессона (E. T. Cresson, 1838—1926), описавшего в 1800—1900-х годах множество новых таксонов этих насекомых. От близких видов Heterospilus cressoni отличается строением мезоскутума, а также жилкованием крыльев (жилка r переднего крыла равно одной трети длины жилки 3RSa; в заднем крыле присутствует жилка SC+R, а жилка M+CU короче жилки 1M).